# ویتسمانسبرگ
ویتسمانسبرگ (به آلمانی: Witzmannsberg) یک شهر در آلمان است که در پاساو واقع شده‌است.

## خصوصیات
ویتسمانسبرگ ۱۸٫۷۳ کیلومترمربع مساحت دارد ۴۹۵ متر بالاتر از سطح دریا واقع شده‌است.